# Détroit de Chatham
Pour les articles homonymes, voir Chatham.
Le détroit de Chatham est un détroit du sud-est de l'Alaska aux États-Unis.

## Description

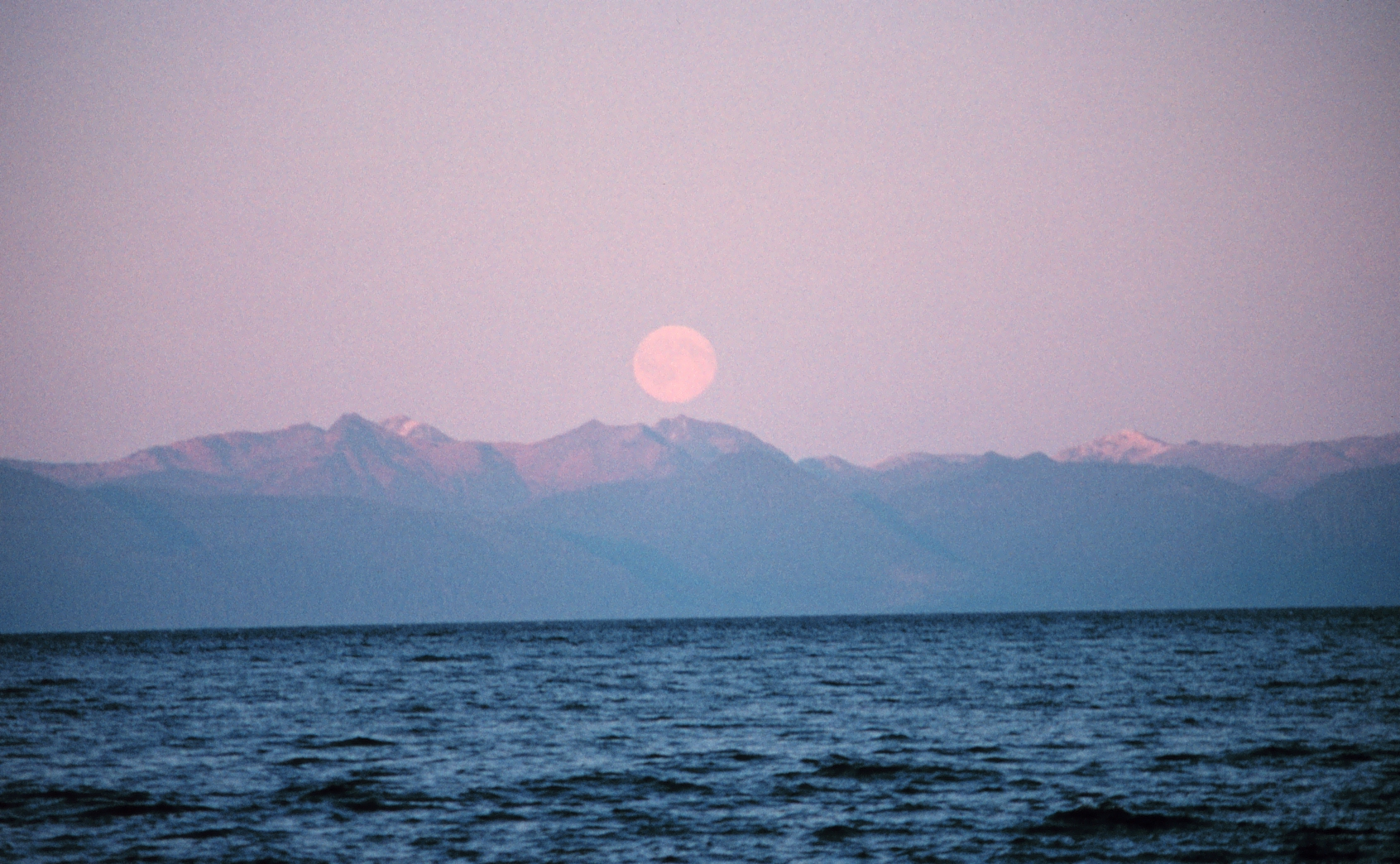
Clair de lune sur le détroit Chatham

Il se présente comme un passage étroit de l'archipel Alexandre dans l'Alaska du Sud-Est, qui sépare l'île Chichagof et l'île Baranof à l'ouest de l'île de l'Amirauté et de l'île Kuiu à l'est.
Long de 219 kilomètres (136 mi), il s'étend depuis la jonction du détroit Icy et du canal Lynn jusqu'à la mer. Il est large de 3 kilomètres (2 mi) à 10 kilomètres (6 mi)
Son nom lui a été donné en 1794 par George Vancouver en l'honneur de William Pitt premier comte de Chatham.

## Sources et références
- (en) « Détroit de Chatham », Geographic Names Information System

- (en) Cet article est partiellement ou en totalité issu de l’article de Wikipédia en anglais intitulé « Chatham Strait » (voir la liste des auteurs).